# Чинчила (Пенсилванија)
Чинчила (енгл. Chinchilla) насељено је место без административног статуса у америчкој савезној држави Пенсилванија.

## Демографија
По попису из 2010. године број становника је 2.098.
| Група             | 2000.    | 2010.         |
| Белци             | 0 (0,0%) | 2.009 (95,8%) |
| Афроамериканци    | 0 (0,0%) | 11 (0,5%)     |
| Азијати           | 0 (0,0%) | 26 (1,2%)     |
| Хиспаноамериканци | 0 (0,0%) | 28 (1,3%)     |
| Укупно            | 0        | 2.098         |